# William Ball (Astronom)
William Ball, oder Balle, Esq. (* um 1627; begraben am 20. Oktober 1690) war ein englischer Astronom und Mitglied des Middle Temple.

## Familiäre Herkunft
Ball das älteste von siebzehn Kindern des Stadtschreiber von Exeter Sir Peter Ball (1598–1680) aus Mamhead, Devon, der am 7. Oktober 1642 zum Ritter geschlagen und seit 1672 1st Baronet Ball, of Mamhead war und dessen Frau Ann (geborene Cooke), einer Tochter von Sir William Cooke aus Gloucestershire. Er hatte acht Schwestern und acht Brüder. Sein Vater war während der Herrschaft der Könige Karl I. und Karl II. als Generalstaatsanwalt der Königin Henrietta Maria eingesetzt.
Der Dichter Robert Chamberlain widmete Ball im Jahr 1638, als dieser etwa elf Jahre alt war, den zweiten Teil seiner Epigramme und Epitaphe.

## Astronomische Forschung
Seine ersten astronomischen Forschungen betrieb er vermutlich am Wadham College der University of Oxford und am Gresham College in London, sowie in der Residenz von Paul Neile in White Waltham bei Maidenhead. Über seine Beobachtungen tauschte er sich mit anderen Astronomen aus, insbesondere mit Christopher Wren (1632–1723) und Christiaan Huygens (1629–1695) in Den Haag.
Ball fertigte vom 5. Februar 1656 bis zum 17. Juni 1659 Zeichnungen des Saturns an und seine Beobachtungen wurden von Huygens teilweise als Bestätigung für seine eigenen Behauptung über den ringförmigen Charakter der Saturnanhänge angesehen, denen den Eustachio Divini (1610–1685) widersprach. Ball besuchte im Jahr 1659 regelmäßig die Sitzungen der „Oxonian Society“ am Gresham College in Oxford und war 1660 ein Gründungsmitglied („Founder Fellow“) der Royal Society. Im Jahre 1660 fiel er aus zehn Metern Höhe auf harten Grund, was ihm zeitlebens gesundheitliche Probleme bescherte. Er wurde durch die Charta vom 15. Juli 1662 offiziell zum ersten Schatzmeister ernannt und bekleidete dieses Amt bis zu seinem Rücktritt am 30. November 1663. Er zahlte dabei 100 Pfund in die Kassen der Gesellschaft ein. Am 15. Juni 1665 nahm er letztmalig an einer Sitzung der Royal Society teil und verließ London, um auf dem väterlichen Wohnsitz, dem Mamhead House in Devonshire seine astronomischen Forschungen wieder aufzunehmen und erwarb ein 12-Fuß-Teleskop. Gemeinsam mit seinem Bruder, dem Arzt Peter Ball (um 1638 – Juli 1675), machte er am 13. Oktober 1665 um 18 Uhr eine merkwürdige Beobachtung im Zusammenhang mit dem Saturn. Das Instrument, mit dem er seine Entdeckung machte, war es ein 12 Fuß großes Teleskop, das Eustachio Divini in Rom gefertigt hatte. Die Ringe des Saturns verschwanden scheinbar (von der Erde war nur noch der Rand der Ringe zu sehen), sie erschienen wie ein Band („Fascia“) um den Planeten. In einem Brief an Sir Robert Moray teilte er diesem seine Erkenntnisse mit und fügte eine Zeichnung hinzu, um es zu verdeutlichen. Seine Beobachtung spielte eine wichtige Rolle bei der Entstehung von Wrens Hypothese, dass der Saturn von einer dünnen, elliptischen „Korona“ ungleichmäßiger Breite umgeben sei. Auch Huygens nutzte sie zur Bestätigung seiner eigenen Theorie, dass der Planet von einem festen, kreisförmigen Ring umgeben sei.
Balls Kollege Moray schilderte in einer Zusammenfassung der Mitteilung, dass dort nicht ein Ring erschien, sondern zwei. Die von Ball angefertigte Zeichnung war allerdings in den meisten Exemplaren der Philosophical Transactions nicht abgedruckt worden. Dies führte eine Zeitlang zu der Annahme, dass Ball die Cassini-Teilung gesehen hatte. Noch im Jahr 1844 wurde Ball durch William Henry Smyth in seiner Schrift Cycle of Celestial Objects diese Entdeckung zugeschrieben und von den meisten Autoren astronomischer Themen anerkannt, bis William Thynne Lynn vom Royal Observatory in Greenwich im Oktober 1882 in der Zeitschrift The Observatory auf das Missverständnisses hinwies. Neuere Untersuchungen von Balls Aufzeichnungen konnten keinen Zusammenhang mit der Cassini-Teilung belegen. Im selben Jahr stellte er die Rotationsrate des Saturns fest.

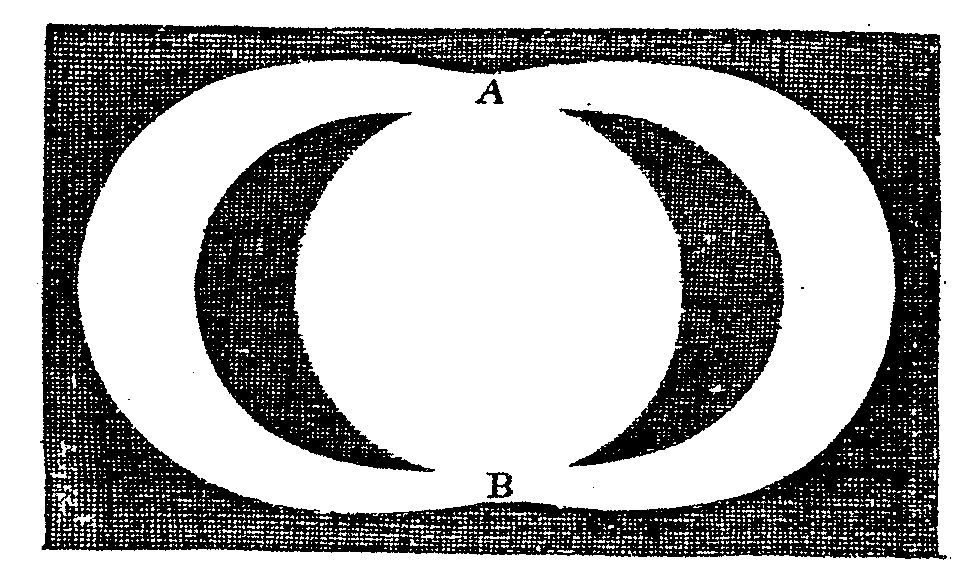
Balls Zeichnung nach seiner Beobachtung

In Balls Zeichnung finden sich keinerlei Hinweise auf eine Trennung in zwei konzentrische Körper. Stattdessen sieht man eine Art elliptischen Umriss eines weit geöffneten Rings, der durch eine Vertiefung an jedem Ende der Nebenachse unterbrochen ist. Moray schien diese „Hohlräume“ für eine Kreuzung zweier Ringe gehalten zu haben. Es stellte sich als wahrscheinlicher heraus, dass Ball, obwohl er ein 38-Fuß-Teleskop mit Doppellupe verwendete und wie er in seinem Brief mitgeteilt hatte „den Planeten nie deutlicher sah“, einer optischen Täuschung erlag. Im Jahr 1633 hatte der italienische Astronom Francesco Fontana in Neapel eine ähnliche Beobachtung beschrieben.

## Familie
Am 10. Juli 1668 hatte Ball Mary Posthuma Hussey aus Lincolnshire († 8. Februar 1725) geheiratet, eine Tochter von Thomas Hussey, mit der er sechs Kinder hatte, fünf Söhne und eine Tochter.
- William Ball (* 29. Mai 1669)
- Peter Ball (9. Juli 1670 – 16. November 1692)
- Thomas Ball (26. Juni 1671 – 11. Juni 1749)
- Giles Ball (10. Mai 1676 – 14. Februar 1682)
- Rhoda Ball (10. Mai – 3. Juli 1676)
- Charles Ball (* 3. Juli 1679)

1680 erbte Ball die Familiengüter und errichtete für seinen Vater in der kleinen Kirche von Mamhead ein Denkmal. Er selbst wurde am 22. Oktober 1690 im Round des Middle Temple beigesetzt, zu deren Mitgliedern er seit 1646 gehörte.

## Ehrungen
Der Mondkrater Ball wurde nach ihm benannt.